# Carroll Shelby
Carroll Hall Shelby, född 11 januari 1923 i Leesburg, Camp County, Texas, död 10 maj 2012 i Dallas, Texas, var en amerikansk pilot, racerförare, stallchef och bilkonstruktör. 

## Racingkarriär
Shelby körde fem formel 1-lopp i en Maserati säsongen 1958 och fyra i en Aston Martin säsongen 1959. Hans bästa placering var en fjärdeplats i Italien 1958 där han delade bil nummer 32 med Masten Gregory. Gregory körde 45 varv och Shelby de resterande 24 varven. Några poäng blev det dock inte eftersom två förare delade på körningen.
Han vann Le Mans 24-timmars tillsammans med Roy Salvadori 1959 i en Aston Martin DBR1. Shelby blev för sina insatser invald i International Motorsports Hall of Fame 1991.

### F1-karriär
| Säsong | Stall/Tillverkare                                      | Poäng | Placering |
| ------ | ------------------------------------------------------ | ----- | --------- |
| 1958   | Scuderia Centro Sud (Maserati) Temple Buell (Maserati) | 0     | -         |
| 1959   | Aston Martin                                           | 0     | –         |

## Konstruktörskarriär
1962 kombinerade Shelby engelska AC Cars bil med amerikanska Fords V8-motor. Ur detta föddes den legendariska racerbilen Shelby Cobra. Ett senare samarbete med Ford resulterade i Shelby Mustangen. 
Efter Fordperioden arbetade han i många år hos Chrysler. Han var bland annat delaktig i utvecklingen av Dodge Viper och Dodge Shelby Charger. 1997 presenterades sportbilen Shelby Series 1.